# Arcidiocesi di Changsha
L'arcidiocesi di Changsha (in latino Archidioecesis Ciamsciavensis) è una sede metropolitana della Chiesa cattolica in Cina. Nel 1950 contava 9.038 battezzati su 5.000.000 di abitanti. La sede è vacante.

## Territorio
L'arcidiocesi comprende parte della provincia cinese dello Hunan.
Sede arcivescovile è la città di Changsha; nel distretto di Kaifu si trova la cattedrale dell'Immacolata Concezione.

## Storia
Il vicariato apostolico di Hunan fu eretto il 2 aprile 1856 con il breve Suscepti cura di papa Pio IX, ricavandone il territorio dal vicariato apostolico di Hupeh e Hunan (oggi arcidiocesi di Hankou).
Il 19 settembre 1879 cedette porzioni del suo territorio a vantaggio dell'erezione del vicariato apostolico dell'Hunan settentrionale (oggi diocesi di Changde) e nel contempo assunse il nome di vicariato apostolico dell'Hunan meridionale. Il 3 dicembre 1924 mutò nuovamente nome a favore di vicariato apostolico di Changsha in forza del decreto Vicarii et Praefecti della Congregazione di Propaganda Fide.
Successivamente cedette a più riprese altre porzioni di territorio a vantaggio dell'erezione di nuove circoscrizioni ecclesiastiche e precisamente:
- il 12 maggio 1925 a vantaggio dell'erezione della prefettura apostolica di Lingling;
- il 23 luglio 1930 a vantaggio dell'erezione del vicariato apostolico di Hengzhou (oggi diocesi di Hengyang);
- il 1º luglio 1937 a vantaggio dell'erezione della prefettura apostolica di Xiangtan.

L'11 aprile 1946 il vicariato apostolico è stato elevato al rango di arcidiocesi metropolitana con la bolla Quotidie Nos di papa Pio XII.
Nel 1991 le autorità cinesi hanno accorpato le 10 circoscrizioni ecclesiastiche dello Hunan riconosciute dalla Santa Sede in sei diocesi; nel 1998 una nuova riorganizzazione stabilita dall'associazione patriottica cattolica cinese ha istituito una sola diocesi, denominata diocesi di Hunan con sede a Changsha, comprensiva di tutto il territorio della provincia.
Dopo 12 anni di sede vacante, durante i quali nessun vescovo, né "clandestino" né "ufficiale", ha governato la diocesi, il 25 aprile 2012 è stato consacrato vescovo Methodius Qu Ailin, riconosciuto dalle autorità governative cinesi e dotato di mandato pontificio.

## Cronotassi dei vescovi
Si omettono i periodi di sede vacante non superiori ai 2 anni o non storicamente accertati.
- Miguel Navarro, O.F.M.Ref. † (8 aprile 1856 - 9 settembre 1877 deceduto)
- Eusebio Maria Semprini, O.F.M.Ref. † (18 settembre 1877 - 8 gennaio 1892 dimesso)
- Sant'Antonino Fantosati, O.F.M.Ref. † (11 luglio 1892 - 7 luglio 1900 deceduto)
- Pellegrino Luigi Mondaini, O.F.M. † (13 gennaio 1902 - 11 agosto 1930 dimesso)
  - Sede vacante (1930-1933)
- Gaudenzio Giacinto Stanchi, O.F.M. † (9 marzo 1933 - 7 febbraio 1939 deceduto)
- Secondino Petronio Lacchio, O.F.M. † (12 gennaio 1940 - 20 febbraio 1976 deceduto)
  - Sede vacante
  - Xiong De-lian † (26 ottobre 1958 consacrato - 1970 ? deceduto)
  - Simon Qu Tianxi † (8 dicembre 1987 consacrato - 2 novembre 2000 deceduto)
  - Methodius Qu Ailin, consacrato il 25 aprile 2012

## Statistiche
L'arcidiocesi nel 1950 su una popolazione di 5.000.000 di persone contava 9.038 battezzati, corrispondenti allo 0,2% del totale.
| anno | popolazione | popolazione | popolazione | presbiteri | presbiteri | presbiteri | presbiteri                | diaconi | religiosi | religiosi | parrocchie |
| anno | battezzati  | totale      | %           | numero     | secolari   | regolari   | battezzati per presbitero | diaconi | uomini    | donne     | parrocchie |
| ---- | ----------- | ----------- | ----------- | ---------- | ---------- | ---------- | ------------------------- | ------- | --------- | --------- | ---------- |
| 1950 | 9.038       | 5.000.000   | 0,2         | 33         | 6          | 27         | 273                       |         |           | 36        | 11         |